# Liste der Baudenkmäler in Velbert
Die Liste der Baudenkmäler in Velbert enthält die denkmalgeschützten Bauwerke auf dem Gebiet der Stadt Velbert im Kreis Mettmann in Nordrhein-Westfalen (Stand: Juni 2021). Diese Baudenkmäler sind in der Denkmalliste der Stadt Velbert eingetragen; Grundlage für die Aufnahme ist das Denkmalschutzgesetz Nordrhein-Westfalen (DSchG NRW).

## Baudenkmäler
Die Denkmalliste der Stadt Velbert umfasst 289 Baudenkmäler, davon befinden sich 160 im Ortsteil Langenberg, 74 im Ortsteil Neviges und 55 im Ortsteil Velbert-Mitte.
| Bild                                         | Bezeichnung                                                     | Lage | Beschreibung | Bauzeit                | Eingetragen seit   | Denkmal- nummer |
| -------------------------------------------- | --------------------------------------------------------------- | --- | --- | ---------------------- | ------------------ | --------------- |
| weitere Bilder                               | Brücke Oberlangenhorstbeeke der Pferdeschlepp- und Eisenerzbahn | Velbert-Mitte keine Adresse Zugang in östlicher Verlängerung des Fahrwegs am Nordrand des städtischen Nordfriedhofs Karte | Die 1857 durch die Phönixhütte im Zuge der zweiten Ausbauphase der Hespertalbahn erbaute Brücke ist eine in behauenem Ruhrsandstein erbaute Bogenbrücke. Der Bogen ist etwa 2 Meter breit und 3 Meter hoch. Der Bachlauf ist im Bereich der Brücke gepflastert. Die Brücke ist beidseitig in einen Damm zur Führung der Gleistrasse eingebunden. | 1857                   | 3. Dezember 2010   | 310             |
| weitere Bilder                               | Hof Schwagenscheidt: Wohnhaus                                   | Neviges Alaunstraße 72 Karte                                                                                              | Zweigeschossiges Fachwerkwohnhaus mit vorkragendem Obergeschoss auf Knaggen; Nordgiebel mit Holzverkleidung mit Deckleiste; Westseite verschiefert in altdeutscher Deckung; Bruchsteinsockel verputzt. | 17. Jh.                | 14. Oktober 1992   | 233             |
| weitere Bilder                               | Fachwerkwohnhaus                                                | Neviges Alte Gasse 3 Karte                                                                                                | Zweigeschossiges Fachwerkgebäude auf hohem, verputztem Bruchsteinsockel, Traufseiten und rechter Giebel in Sichtfachwerk, linker Giebel mit geprägten Blechplatten verkleidet; Hauszugang über Freitreppe; Zwerchhaus über der Eingangsachse. | Ende 18. Jh.           | 15. Mai 2002       | 304             |
| weitere Bilder                               | Jüdischer Friedhof                                              | Velbert-Mitte Am Nordpark Karte                                                                                           | Umzäunte, von Hecken umgebene Grünfläche von 1402 m², ohne Grabsteine; Gedenkstein aus Muschelkalk mit einer Inschrift | 1817                   | 8. August 2000     | 281             |
| weitere Bilder                               | ehemaliger Offerhof: Wohngebäude                                | Velbert-Mitte Am Offers 3 Karte                                                                                           | zweigeschossiges, langgestrecktes Fachwerkhaus mit Büro und Wohnungen; Erdgeschoss Bruchstein, zum Teil verputzt; Obergeschoss zum Teil verkleidet, eine Giebelseite verschiefert | vmtl. 17. Jh.          | 27. Januar 1982    | 19 Wikidata     |
| BW                                           | Hofgebäude mit Wohn- und Wirtschaftsteil                        | Velbert-Mitte Asbachtal 6 Karte                                                                                           | zweigeschossiges Fachwerkgebäude, Stockwerkbauweise mit Ankerbalken; Holzfenster mit Kreuzsprossen und Schlagläden; Oberlichter mit Bleiverglasung; am Nordgiebel anschließender eingeschossiger Bruchsteinanbau; Holzsprossenfenster mit Schlagläden, verschieferte Satteldachgaube Gebäude von öffentlichem Grund aus nicht einsehbar! | vmtl. 18./19. Jh.      | 27. Juni 1985      | 125             |
| weitere Bilder                               | Alter Friedhof                                                  | Velbert-Mitte Bahnhofstraße 32 Karte                                                                                      | Gesamtanlage mit Wegesystem in Form eines Kreuzes und 22 Grabsteinen | vmtl. 19. Jh.          | 5. Januar 1988     | 165             |
| weitere Bilder                               | Marienberg mit Wallfahrtsgebäuden und Rosenkranzstation         | Neviges Bernsaustraße Karte                                                                                               | Wallfahrtsstätte; an einem bewaldeten Hang zur Bernsaustraße gelegen; Eingangssituation mit hohen Bruchsteinpfeilern und seitlicher Grotte; Haus Nazareth (1914–1915) in Bruchstein mit Vorplatz und freistehender Altar; Dülmener Kapelle (1924) in Quaderputz und Kuppeldach; Marienkapelle (1921–1922 von Peter Klotzbach) in Bruchstein mit Laternendach; Vorplatz mit schmiedeeisernen Einfassungen und freistehendem Altar; 16 Rosenkranzstationen und verschiedenen Figurengruppen. | 1913–1936              | 14. August 2001    | 291             |
| weitere Bilder                               | Bahnhofsgebäude und Bahnsteigüberdachung                        | Neviges Bernsaustraße 27 Karte                                                                                            | Dreigeschossiges Empfangsgebäude mit Putzfassade über Bruchsteinsockel und Fachwerkgiebeln; halbrunder Treppenturm; stark gegliedertes Krüppelwalmdach mit Schieferdeckung; Bahnsteigüberdachung in Fachwerkkonstruktion. | 1907                   | 28. Februar 1990   | 209             |
| weitere Bilder                               | Villa                                                           | Velbert-Mitte Blumenstraße 17 Karte                                                                                       | Zweigeschossige, freistehendes Villengebäude, Fassaden an den Straßenseiten mit Werksteingliederung, im Obergeschoss Fassadengliederung durch angedeutete Säulen und in den Stein gearbeitete Schmuckformen, Portal durch Säulen und Balkon betont, mehrteilige Holzfenster mit Sprossen, Dacheindeckung in Schiefer, Einfriedungsmauer an den Straßenseiten. | 1913                   | 8. Januar 1990     | 200             |
| weitere Bilder                               | Villa                                                           | Velbert-Mitte Blumenstraße 21 Karte                                                                                       | Zweigeschossige, freistehende Villa, 2:3:1 Achse, die mittlere Fassade durch Säule am Portale und vorgezogenen Balkon betont, rechte Seite und Rückseite verputzt, sonst Werksteinverkleidung, historisierende Formen, Zwerchhaus über der Fassade, Walmdach | 1913                   | 6. Juli 1992       | 227             |
| weitere Bilder                               | Wohn- und Geschäftshaus                                         | Langenberg Bonsfelder Straße 25 Karte                                                                                     | Eckgebäude einer Gruppe von Wohnhäusern entlang der Heeger Straße; Putzfassade mit Stuckornamenten; Erdgeschoss gequadert; Eckerker; Trennung der einzelnen Geschosse durch umlaufende Gesimsbänder; profilierte Fenstergewände; Mansarddach mit Dachgauben | 1905                   | 14. März 1990      | 203             |
| weitere Bilder                               | Fachwerkwohnhaus „Im Stall“                                     | Langenberg Breitstraße 1 Karte                                                                                            | Zweigeschossiges Fachwerkhaus auf Bruchsteinsockel, verschiefert | 18. Jh.                | 25. Februar 1985   | 86              |
| weitere Bilder                               | Fachwerkwohnhaus „Im Ruhrberg“                                  | Langenberg Breitstraße 3 Karte                                                                                            | Dreigeschossiges giebelständiges Fachwerkhaus auf massivem Sockel aus Sandstein, Sichtfachwerk | 18. Jh.                | 25. Februar 1985   | 64              |
| weitere Bilder                               | Fachwerkwohnhaus „Im Schambach“                                 | Langenberg Breitstraße 7 Karte                                                                                            | Dreigeschossiges Fachwerkhaus auf Bruchsteinsockel, Fassade mit Holzverbretterung, Teilflächen verschiefert | 17./18. Jh.            | 25. Februar 1985   | 65              |
| weitere Bilder                               | Villa mit Garten                                                | Langenberg Brinker Weg 1 Karte                                                                                            | Architekt: Rudolf Schnell aus Barmen, Bauherrin: Helene Colsman. Dreigeschossige Villa im Landhausstil, rote Backsteinfassade mit Fachwerk, schiefergedecktes Walmdach mit Dachhäuschen und achteckigem Turmaufbau, Fenstergewände mit Werksteinelementen. Das Gebäude gehört zu einer Gruppe von Villen an der Donnerstraße und am Brinker Weg. Es dokumentiert die typische Villenbauweise des damaligen gehobenen Bürgertums. | 1901–1902              | 12. November 1997  | 252             |
| weitere Bilder                               | Villa mit Garten                                                | Langenberg Brinker Weg 1a Karte                                                                                           | Architekt: Rudolf Schnell aus Barmen, Bauherr: Eduard Colsman. Zweigeschossige Villa im Landhausstil, Backsteinfassade mit Fachwerk, Fenster- und Türgewände aus Werkstein, Krüppelwalmdach mit großen Dachüberständen. Das Gebäude gehört zu einer Gruppe von Villen an der Donnerstraße und am Brinker Weg. Es dokumentiert die typische Villenbauweise des damaligen gehobenen Bürgertums. | 1901–1902              | 22. Juli 1997      | 246             |
| Hof „Am Jamman“                              | Hof „Am Jamman“                                                 | Neviges Deilbachstraße 123 Karte                                                                                          | Zweigeschossiges Wohnstallhaus in Fachwerk auf Bruchsteinsockel, das Fachwerk als Stockwerksbau erstellt mit vorkragendem Obergeschoss auf Knaggen; Stallerweiterung in massiver Ausführung; Dacheindeckung mit Ortgangverschieferung. | 1601                   | 11. Juli 1994      | 238             |
| Hof „Im Schnapop“                            | Hof „Im Schnapop“                                               | Neviges Deilbachstraße 168 Karte                                                                                          | Zweigeschossiges Wohnstallhaus in Fachwerk auf hohem Bruchsteinsockel; Giebelseiten verbrettert, zum Teil Kreuzstockfenster; im 17. Jahrhundert Erweiterung durch ein Kammerfach. | 16. Jh.                | 22. März 2000      | 279             |
| weitere Bilder                               | ehemaliges Backhaus, jetzt Wohnhaus                             | Neviges Deilbachstraße 256 Karte                                                                                          | Zweigeschossiges Fachwerkgebäude, giebelseitig aufgeschlossen, Inschriftbalken über Eingang; ehemaliges Backhaus der Deilbachmühle. | 1723                   | 3. Juli 1984       | 16              |
| Deilbachmühle mit Teich                      | Deilbachmühle mit Teich                                         | Neviges Deilbachstraße 265 Karte                                                                                          | Eingeschossiger Fachwerkbau mit Anbau in Bruchstein mit zugehörigem Mühlenteich, genannt „Schlipkothen“ | 17./18. Jh.            | 3. Juli 1984       | 16              |
| weitere Bilder                               | Hof „Stöckern“: Wohngebäude                                     | Neviges Donnenberger Straße 209 Karte                                                                                     | Zweigeschossiges Fachwerkgebäude in Stockwerksbauweise mit leicht vorkragendem Obergeschoss; Wohnraum mit Kölner Decken. | 17./18. Jh.            | 14. September 2000 | 287             |
| Windrather Kapelle                           | Windrather Kapelle                                              | Neviges Donnenberger Straße 335 Karte                                                                                     | Einschiffige Bruchsteinkapelle mit verschiefertem Glockenturm, hölzernes Tonnengewölbe im Inneren, moderne Glasfenster. Teilerneuerung 1812. | 1682 1753 (Turm)       | 16. Juni 1989      | 188             |
| Fachwerkhaus „Im Rökels“ mit Gaststätte      | Fachwerkhaus „Im Rökels“ mit Gaststätte                         | Langenberg Donnerstraße 1 Karte                                                                                           | Zweigeschossiges verschiefertes Fachwerkhaus in vier Achsen mit einem vorkragenden Obergeschoss, einachsiges Dachhaus über der Mitte, rückwärtig zur Hauptstraße dreigeschossiger Anbau von 1925. | um 1800                | 5. Juni 1989       | 192             |
| weitere Bilder                               | Fachwerkwohnhaus „In der Duve“                                  | Langenberg Donnerstraße 2 Karte                                                                                           | Zweigeschossiges verschiefertes Fachwerkgebäude mit vorkragendem Obergeschoss, Bruchsteinsockel, Dacheindeckung mit Hohlfalzziegeln, First- und Ortgangverschieferung | Ende 18. Jh.           | 10. Dezember 1985  | 138             |
| weitere Bilder                               | Wohnhaus                                                        | Langenberg Donnerstraße 3 Karte                                                                                           | Zweigeschossiges, zur Hauptstraße hin dreigeschossiges Gebäude mit verputzter Fassade und historisierenden Stuckornamenten, im Erdgeschoss mit Quaderputz; Glasaufbau im Obergeschoss an der Hauptstraße; Dachgauben | 1891                   | 14. Dezember 1987  | 164             |
| weitere Bilder                               | Kontor- und Verkaufsgebäude                                     | Langenberg Donnerstraße 4 Karte                                                                                           | Zweigeschossiges Fabrikgebäude in Backstein mit Werksteingesimsen und Sandsteinsockel, schmiedeeisernes Geländer zwischen Mauerwerkspfosten im Attikabereich; Treppenhausfenster in Farbverglasung mit Blumendekor | 1895                   | 20. Februar 1998   | 255             |
| weitere Bilder                               | Remise zum Fabrikgebäude                                        | Langenberg Donnerstraße 6 Karte                                                                                           | Zweigeschossiger Remisenbau mit Satteldach, roter Backstein mit Fachwerk-Obergeschoss | 1895                   | 20. Februar 1998   | 255             |
| Fachwerkwohnhaus                             | Fachwerkwohnhaus                                                | Langenberg Donnerstraße 7 Karte                                                                                           | 3-geschossiges verschiefertes Fachwerkgebäude in 3 Achsen mit mittlerem Zwerchhaus an Vorder- und Rückseite, Zwerchhaus an der Donnerstraße mit Kranbalken; Bruchsteinsockel, unterschiedliche Schieferverlegearten, Schlagläden; Erdgeschoss mit Fassadenelementen einer früheren gewerblichen Nutzung. | Anfang 19. Jh.         | 22. Februar 2000   | 277             |
| weitere Bilder                               | Gartenpavillon                                                  | Langenberg bei Donnerstraße 8 Karte                                                                                       | Gartenpavillon, eingeschossiger Fachwerkbau über quadratischem Grundriss mit Mansarddach, Außenwände und Dach mit Schiefer verkleidet, Untergeschoss aus Bruchstein | 1907                   | 17. Juli 1997      | 247             |
| weitere Bilder                               | Fachwerkwohnhaus „Auf’m Greepe“                                 | Langenberg Donnerstraße 9 Karte                                                                                           | Zweigeschossiges Fachwerkgebäude, Straßenfront mit Holzkassettenschalung verkleidet, seitlich eingeschossiger Anbau; zweiflügelige Holzsprossenfenster; Tonziegeleindeckung mit Ortgangverschieferung | 18./19. Jh.            | 28. November 1988  | 173             |
| weitere Bilder                               | Wohn- und Geschäftshaus „Auf der Kaußen“                        | Langenberg Donnerstraße 11 Karte                                                                                          | Zweigeschossiges Fachwerkgebäude, Erdgeschoss verbrettert, Obergeschoss vorkragend und verschiefert; beidseitig Anbauten aus dem 19. Jahrhundert mit Ladeneinbau und Verbretterung; Dacheindeckung mit Hohlziegeln, First- und Ortgangverschieferung; zweiflügelige Holzsprossenfenster | 17./18. Jh.            | 21. August 1985    | 128             |
| weitere Bilder                               | Neue Evangelische Kirche                                        | Langenberg Donnerstraße 15 Karte                                                                                          | Architekt: Julius Carl Raschdorff aus Berlin. Ehemalige evangelische Kirche, mittlerweile profaniert und genutzt als „EventKirche“. Saalkirche mit Querschiff in romanisierenden Formen aus Bruchstein mit Gliederungen aus Sandstein; Turm- und Dacheindeckung aus Schiefer; Innenausstattung: Kanzel mit Umbauung, Emporen, Holzdecke mit Bemalung, Decken- und Wandleuchter, Bodenfliesen. | 1877–1880              | 23. April 1987     | 153             |
| weitere Bilder                               | Villa                                                           | Langenberg Donnerstraße 16 Karte                                                                                          | Dreigeschossige Villa mit historisierenden Stuckornamenten, zweiachsiger Mittelrisalit in der Fassade zur Donnerstraße; zweites Obergeschoss aus rotem Backstein mit Putzornamenten, Zahnfries unterhalb des Dachgesimskastens; Veranda mit Balustrade; schmiedeeiserne Gitter vor zahlreichen Fenstern; schmiedeeisernes Geländer an der Außentreppe | 1890                   | 26. November 1990  | 229             |
| weitere Bilder                               | Alter evangelischer Friedhof mit Kapelle, heute „Stiller Park“  | Langenberg Donnerstraße 19 Karte                                                                                          | Friedhofsanlage mit zahlreichen Grabsteinen des 19. Jh. sowie einigen größeren Grabmonumenten; neuromanische Kapelle in Bruchsteinmauerwerk mit Stufengiebeln und Rundbogenfenstern; ehemaliges Eingangstor von 1808: Torpfosten und Eisentor in klassizistischen Formen gestaltet. | 1. Hälfte 19. Jh.      | 9. März 2000       | 278             |
| weitere Bilder                               | Fachwerkwohnhaus „Im Duhr“                                      | Langenberg Donnerstraße 21 Karte                                                                                          | Teil der Anlage der ehemaligen „Duhrer Papiermühle“; zweigeschossiges Fachwerkhaus, Erdgeschoss zum Teil aus Bruchstein; Dacherker über der Mittelachse | Ende 19. Jh.           | 8. Dezember 1982   | 74              |
| weitere Bilder                               | Villa „Haus Landfried“ mit Garten                               | Langenberg Donnerstraße 26 Karte                                                                                          | Architekt: Heinrich Plange aus Elberfeld, Bauherr: Lucas Colsman. Zweigeschossige Villa im Landhausstil, mit Werkstein verblendet, hoher Bruchsteinsockel, Eckturm, Giebeldreiecke aus Fachwerk, Dachfläche mit Schiefer eingedeckt; Innen: Wandvertäfelungen und Holzeinbauten aus der Erbauungszeit; großflächiges buntverglastes Fenster im Treppenhaus, Fliesenwandbelag mit Jugendstilelementen, Bodenfliesen in der Diele im Erdgeschoss | 1902                   | 3. August 1990     | 216             |
| weitere Bilder                               | Wohnhaus                                                        | Langenberg Donnerstraße 37 Karte                                                                                          | Architekten: Adolf Cornehls und Arno Eugen Fritsche aus Elberfeld, Bauherr: Paul Colsman. Erbaut als Pferdestall und Wirtschaftsgebäude für die Villa Donnerstraße 39; 1937 als Wohnhaus umgebaut; zweigeschossiges Gebäude im Landhausstil aus Backstein und Fachwerk; Krüppelwalmdach mit Schiefer eingedeckt | 1900                   | 2. Juni 1982       | 26              |
| weitere Bilder                               | Villa mit Parkanlage und Gartenhaus                             | Langenberg Donnerstraße 39 Karte                                                                                          | Architekten: Adolf Cornehls und Arno Eugen Fritsche aus Elberfeld, Gartenarchitekt: Rosarius aus Köln, Bauherr: Paul Colsman. Zweigeschossige Villa im Landhausstil, Backsteinfassade mit Fachwerkelementen, Turmerker und Balkonen, gequaderter Sockel, Krüppelwalmdach; Innen: Treppenhaus mit geschnitztem Holzgeländer, bleiverglasten Fenstern und bemalter Kuppel, bauzeitliche Fußbodenbeläge, Holzeinbauten und Wandvertäfelungen; parkähnliche Gartenanlage mit Gartenhaus. | 1900                   | 31. Oktober 1991   | 220             |
| weitere Bilder                               | Fachwerkwohnhaus „In der Naulbeck“                              | Langenberg Donnerstraße 58 Karte                                                                                          | Zweigeschossiges langgestrecktes Fachwerkgebäude mit Satteldach auf hohem Bruchsteinsockel; älterer Teil giebelseitig erschlossen, traufseitig vier Fensterachsen; Erweiterung nach 1887 in ähnlicher Form, traufseitig erschlossen über einläufige Außentreppe; Fassade zur Donnerstraße in Sichtfachwerk, Stockwerksrähmkonstruktion mit geschosshohen Streben | 1. Hälfte 19. Jh.      | 9. Juli 2001       | 297             |
| weitere Bilder                               | Gaststätte „Bergischer Hof“                                     | Neviges Elberfelder Straße 9 Karte                                                                                        | Gasthof mit Wohnungen; zweigeschossiges Fachwerkgebäude mit Verschieferung und hohem, verputztem Bruchsteinsockel; Stilelemente des Bergischen Barock; vorkragendes Obergeschoss; Mansardwalmdach mit Ortgang- und Firstverschieferung. | 18. Jh.                | 30. Dezember 1983  | 98              |
| weitere Bilder                               | Wallfahrtsdom mit Vorplatz                                      | Neviges Elberfelder Straße 12 Karte                                                                                       | Architekt: Gottfried Böhm. Stahlbetonkirche mit freitragendem Betonfaltdach und zugehöriger Platzumbauung. Gesamtanlage mit dem Pilgerhaus und Kindergarten. | 1966–1968              | 10. Mai 1995       | 239             |
| weitere Bilder                               | Klosteranlage mit der ehemaligen Wallfahrtskirche St. Maria     | Neviges Elberfelder Straße 12 Karte                                                                                       | Klostergebäude als 4-Flügelanlage mit Kreuzgang; Kirche als siebenjochiger, verputzter Saalbau mit dreiseitiger Apsis und barocker Innenausstattung. | 17./18. Jh.            | 13. Oktober 1992   | 232             |
| Wohnhaus mit Gaststätte „Zum eisernen Kreuz“ | Wohnhaus mit Gaststätte „Zum eisernen Kreuz“                    | Neviges Elberfelder Straße 24 Karte                                                                                       | Zweigeschossiges, verschiefertes Fachwerkgebäude mit mittigem Eingang und außenliegender Freitreppe; im Erdgeschoss links Schaufenstereinbau des 19. Jahrhunderts mit Holzverkleidung | 19. Jh.                | 12. September 2001 | 299             |
| weitere Bilder                               | Wohn- und Geschäftshaus                                         | Neviges Elberfelder Straße 38 Karte                                                                                       | Dreigeschossiges, verschiefertes Fachwerkgebäude mit überbautem Treppenaufgang zum Kirchplatz | 17./18. Jh.            | 26. Mai 1983       | 90              |
| Villa „Alte Apotheke“                        | Villa „Alte Apotheke“                                           | Neviges Elberfelder Straße 58 Karte                                                                                       | Zweieinhalbgeschossige Stadtvilla auf hohem Bruchsteinsockel mit mittigem Eingang über Freitreppe; ehemalige Stadtapotheke; Fassade mit historisierenden Schmuckformen und Mezzaningeschoß im Dachbereich. | 1880                   | 26. Mai 1983       | 89              |
| weitere Bilder                               | Viadukt Eulenbachbrücke                                         | Velbert-Mitte Eulenbachtal Karte                                                                                          | Die einstige Eisenbahnbrücke auch bekannt als „Saubrücke“ führt den Panoramaradweg Niederbergbahn, ehemals Bahnstrecke Oberdüssel–Kettwig Stausee, über den Rinderbach und das umgebene Tal. Die Bogenbrücke wurden aus Natursteinen im Auftrag der Reichsbahndirektion Elberfeld erbaut. Unterbrochen durch den Ersten Weltkrieg sowie Finanzierungsproblemen zum weiteren Bau und der Fertigstellung der Bahnstrecke, wurde die Brücke erst 1924 in Betrieb genommen. Die sieben Bogengewölbe mit einer höchsten Stützhöhe von 40 Metern und einer Stützweite von 20 Metern dienen als Gewässerdurchlass. Die mit rustizierten Werksteinquadern verkleidete Brücke trägt beidseitig zwischen den mittleren drei und den übrigen Bogenwölbungen eine mehrfach gestufte Bogenkonsole, die in einer Deckplatte in Höhe der Brückenkrone abschließt. | 1914–1915              | 15. Juli 1999      | 268             |
| weitere Bilder                               | Hof Fahrenscheidt                                               | Langenberg Fahrenscheidt 1 Karte                                                                                          | Zweigeschossiges Fachwerkhaus auf Bruchstein-Untergeschoss, Sichtfachwerk mit durchgehenden Eck- und Bundständern, Giebeldreieck mit Holz verkleidet; seitlich eingeschossiger Ziegelsteinanbau von 1901; zugehörige zweigeschossige Fachwerkscheune | 19. Jh.                | 14. Oktober 1986   | 144             |
| weitere Bilder                               | Fellershof                                                      | Langenberg Fellerstraße 22 Karte                                                                                          | Langgestrecktes queraufgeschlossenes Wohnstallhaus in Ständerbauweise, zweigeschossig, auf Bruchsteinsockel, über zwei Geschosse durchgehende Ständer und geschosshohe Streben, Giebel holzverkleidet; angebautes kleines Bruchsteingebäude; zugehörige verbretterte Scheune auf hohem Bruchsteinsockel | 1. Hälfte 19. Jh.      | 11. August 1992    | 223             |
| Wohnhaus „Schepershassel“                    | Wohnhaus „Schepershassel“                                       | Neviges Fettenberger Weg 91 Karte                                                                                         | Zweigeschossiges Fachwerkgebäude; Sichtfachwerk mit tonnenförmig gebogenen Streben, seitlicher Anbau einer ehemaligen Heimweberei. | 18./19. Jh.            | 18. April 1989     | 180             |
| weitere Bilder                               | Evangelischer Friedhof                                          | Langenberg Friedhofstraße / Hohlstraße Karte                                                                              | Parkartige Friedhofsanlage von Gartenarchitekt Reinhold Hoemann aus Düsseldorf; neuromanische Friedhofskapelle, erbaut 1908 von Architekt Arno Eugen Fritsche aus Elberfeld, Vorplatz der Kapelle seitlich abgegrenzt durch Portale in neuromanischen Formen und Halbrund mit Steinbänken; Ehrenmal für die Toten des Ersten Weltkrieges, 1920 ebenfalls von Fritsche erbaut, großzügig und aufwändig gestaltete Anlage; Kriegsgräberstätte für die Toten des Zweiten Weltkrieges; einzelne Grabstätten von besonderem Denkmalwert | ab 1907                | 19. Januar 2000    | 275             |
| weitere Bilder                               | Bogenreihe der ehemaligen Eisenbahnbrücke                       | Velbert-Mitte Friedrichstraße Karte                                                                                       | Die östlich der Eulenbachbrücke gelegene ehemalige Eisenbahnbrücke wurde als Teil der 1924 in Betrieb genommenen Bahnstrecke Oberdüssel–Kettwig Stausee erbaut und überführt heute den Panoramaradweg Niederbergbahn. Die Hochlage hat 13 Öffnungen, sechs davon mit einer Stützweite von 15 Metern, und einer Lichtweite von 17 Metern; drei davon mit einer Stützweite von 10 Metern und Lichtweiten von 10,35 bis 11,15 Metern. Die lichte Höhe beträgt 17,4 Meter. Die Bogenbrücken wurden in Schüttbeton mit Bruchsteinverkleidung hergestellt. | 1915                   | 20. Juli 1999      | 269             |
| weitere Bilder                               | ehemalige Fabrikantenvilla                                      | Velbert-Mitte Friedrichstraße 79 Karte                                                                                    | zweigeschossiges, verputztes Gebäude mit risalitartigen Ausbauten, Loggia und Erkern; Stuckdekor an der Fassade in Neorenaissance-Schmuckformen; Dacheindeckung in Schiefer, originales Treppenhaus mit Bodenfliesen, originale Innentüren, mehrteilige Holzfenster | 19. Jh.                | 16. Februar 2000   | 274             |
| weitere Bilder                               | Altes Bürgermeisterhaus                                         | Velbert-Mitte Friedrichstraße 92 Karte                                                                                    | klassizistisch, zweigeschossig, teils verputzt und verschiefert, die mittleren Achsen risalitartig vorgezogen mit Dreiecksgiebel, ursprünglich Fachwerkhaus | um 1810                | 5. März 1985       | 5               |
| Wohn- und Geschäftshaus                      | Wohn- und Geschäftshaus                                         | Velbert-Mitte Friedrichstraße 97 Karte                                                                                    | zweigeschossiges Fachwerkgebäude mit Satteldach und mittiger Eingangstür, zum Teil verschiefert, Ladeneinbauten im Erdgeschoss, Bruchsteingewölbekeller, rückwärtige Bruchsteingrenzmauer | 19. Jh.                | 18. März 1998      | 253             |
| weitere Bilder                               | Wohn- und Geschäftshaus                                         | Velbert-Mitte Friedrichstraße 99 Karte                                                                                    | zweigeschossiges Fachwerkgebäude mit Satteldach und mittiger Eingangstür, Obergeschoss verschiefert, Bruchsteingewölbekeller; rückwärtiger Fachwerkanbau mit angefügtem Gewerbeteil aus Ziegelsteinen mit Sheddach | 19. Jh.                | 18. März 1998      | 254             |
| weitere Bilder                               | Wohn- und Geschäftshaus                                         | Velbert-Mitte Friedrichstraße 123 Karte                                                                                   | freigeschossiger Eckkomplex zur Kolpingstraße mit zweigeschossigem Ladeneinbau; Eckachse mit Erker und Türmchen. Fassade verputzt mit gotisierenden Stuckornamenten | 1896                   | 17. März 1982      | 21              |
| weitere Bilder                               | Wohn- und Geschäftshaus                                         | Velbert-Mitte Friedrichstraße 125 Karte                                                                                   | dreigeschossiges Gebäude, Ladeneinbau verändert, drei Achsen mit zusätzlichem Halbgeschoss in Zwerggalerie, gotisierende Stuckornamenten. | 1898                   | 19. Januar 1983    | 78              |
| weitere Bilder                               | Wohn- und Geschäftshaus                                         | Velbert-Mitte Friedrichstraße 127 Karte                                                                                   | dreigeschossiges Gebäude, Ladeneinbau verändert, drei Achsen mit Giebel und Kreuzdach, Fassade verputzt mit gotisierenden Stuckornamenten. | 1898                   | 19. Januar 1983    | 79              |
| weitere Bilder                               | Alte Evangelische Kirche                                        | Velbert-Mitte Friedrichstraße 158 Karte                                                                                   | Saalbau mit dreiseitigem Chorschluss und Westturm, Bruchsteinmauerwerk, Fenstermaßwerk aus Gusseisen, Turm mit spitzem Helm | 1765–1769              | 27. Januar 1982    | 18              |
| weitere Bilder                               | ehemalige Dampfbäckerei: Hauptgebäude                           | Velbert-Mitte Friedrichstraße 293 Karte                                                                                   | zwei Gebäude, erbaut für die Konsumgenossenschaft „Haushalt“, 1923/1924 übernommen durch die Konsumgenossenschaft „Vorwärts-Befreiung“: drei- bis viergeschossiger Ziegelbau, Fassadengliederung durch Lisenen, Backsteingesims; Treppen- und Aufzugsturm mit gestelztem, kupfergedecktem Zeltdach, konischer Schornstein auf Kreisgrundriss, Ladevorhalle und mehrteilige Holzsprossenfenster. Seit 2011 Bürogebäude mit kommunaler Nutzung. | 1911                   | 23. Oktober 1989   | 198             |
| weitere Bilder                               | ehemalige Dampfbäckerei: Lagerhaus                              | Velbert-Mitte Friedrichstraße 295 Karte                                                                                   | zwei Gebäude, erbaut für die Konsumgenossenschaft „Haushalt“, 1923/1924 übernommen durch die Konsumgenossenschaft „Vorwärts-Befreiung“. Architekt: Leberecht Paul Ehricht. Dreigeschossiger Ziegelbau, Fassade mit flachen Lisenen gegliedert, Hauptgesims mit Zahnschnittfries und hellem Putzband, geschweifter Blendgiebel. 2006 zu Büros und zur Gastronomie-Nutzung umgebaut. | 1909                   | 23. Oktober 1989   | 198             |
| weitere Bilder                               | Villa Albert Pohlig                                             | Langenberg Frohnstraße 11 Karte                                                                                           | Architekt: Rudolf Schnell aus Barmen. Zweigeschossige Villa aus rotem Backstein; umlaufender Gebäudesockel aus Bruchstein; abgewalmtes Satteldach mit Schieferdeckung und einem Türmchen; reichhaltige Fassadengliederung durch Werkstein- und Fachwerkelemente | 1898                   | 3. November 2016   | 313             |
| weitere Bilder                               | Katholische Pfarrkirche St. Michael                             | Langenberg Froweinplatz 4 Karte                                                                                           | Architekt: Joseph Prill. Neugotische Backstein-Basilika mit polygonalem Chor, Querhaus mit Dachreiter und vorgesetztem Turm, Dacheindeckung in Naturschiefer | 1899–1900              | 26. März 1986      | 137             |
| weitere Bilder                               | Villa „Grüneck“ mit Parkanlage                                  | Langenberg Gröndelle 8 Karte                                                                                              | Architekt: Walter Sohlbach aus Elberfeld; Bauherr: Kommerzienrat Otto Münker. Zweigeschossige, schlossartig angelegte Villa mit Türmen und Treppengiebeln, Werksteinfassade mit historisierenden Schmuckformen, Jugendstilelemente im Wintergarten und am Haupteingang; Fenstergitter und Balkonbrüstungen mit ornamentalen Verzierungen; Hanglage oberhalb des Ortskerns mit parkähnlicher Gartenanlage | 1900–1904              | 6. August 1990     | 210             |
| weitere Bilder                               | Evangelisches Pfarrhaus                                         | Velbert-Mitte Grünstraße 27 Karte                                                                                         | Architekt: Carl Krieger. Zusammenhängendes Ensemble der Christuskirche und dem Pfarrhaus. Zweigeschossiges, villenartiges Gebäude im bergischen Baustil, Mittelachse durch Giebel betont, Erdgeschoss in Bruchstein, Mansarddach. | 1908–1910              | 9. Dezember 1982   | 75              |
| weitere Bilder                               | ehemaliger Voßwinkelshof: Haupthaus                             | Langenberg Gutsweg 2 Karte                                                                                                | älterer Keller von Vorgängerbauten, 1879 umgebaut; zweigeschossiges Fachwerkgebäude, queraufgeschlossenes Wohnstallhaus; Krüppelwalmdach mit First- und Ortgangverschieferung, Westfassade Ziegelmauerwerk, Nordgiebel verputzt | um 1800                | 19. Februar 1985   | 122             |
| weitere Bilder                               | Bahnhofempfangsgebäude                                          | Langenberg Hauptstraße 6 Karte                                                                                            | Achssymmetrisches Bauwerk, zweiachsiger Mittelrisalit, seitliche Gebäudeteile mit jeweils drei Achsen, zwei Geschosse mit Mezzaningeschoss unter klassizistisch flachem Dach mit weiter Ausladung auf hölzernen Konsolen; Fassade aus Ziegelmauerwerk mit Formsteingesimsen, Natursteinsockel. | 1864                   | 18. September 1995 | 243             |
| weitere Bilder                               | Güterschuppen                                                   | Langenberg Hauptstraße 6b Karte                                                                                           | Güterschuppen am Bahnhof Langenberg; langgestreckter Backsteinbau über rechteckigem Grundriss mit Klötzchenfriesen an Traufe und Ortgang, Sandsteinsockel, weit vorkragende Überdächer über den Toren, vorgesetzte Betonrampen, zweigeschossiger Bürotrakt an der Stirnseite Natursteinsockel. z.Zt. (03/2022) eingerüstet | um 1864                | 18. September 1995 | 243             |
| weitere Bilder                               | Villa „Die Au“                                                  | Langenberg Hauptstraße 8 Karte                                                                                            | Ehemalige Fabrikantenvilla (erbaut 1848 von Architekt Christian Heyden). Zur Gesamtanlage unter einer Denkmalnummer gehört die nachstehend gelistete Gartenanlage. | 1848                   | 16. Februar 1989   | 169             |
| weitere Bilder                               | Parkanlage und -bauten der Villa „Die Au“                       | Langenberg Hauptstraße 8 Karte                                                                                            | Gartenanlage (ab 1846 neu angelegt) mit Einfriedungen, dem Palmenhaus (1886/1888 von Carl Schellen), dem Gartenhaus im Stil eines griechischen Tempelchens (1. Hälfte des 19. Jahrhunderts) und dem bergischen Rokokopavillon (18. Jahrhundert). Zur Gesamtanlage unter einer Denkmalnummer gehört die vorstehend gelistete ehemalige Fabrikantenvilla. | 1848                   | 16. Februar 1989   | 169             |
| weitere Bilder                               | Fachwerkwohnhaus „Vor dem Stiege“                               | Langenberg Hauptstraße 10 Karte                                                                                           | Zweigeschossiges Fachwerkhaus mit seitlichem zweigeschossigen Anbau; Sichtfachwerk mit Kreuzstreben und V-Streben über drei Gefache, Obergeschoss vorkragend auf Knaggen, Giebeldreiecke zum Teil verbrettert | 16./17. Jh.            | 30. April 1985     | 121             |
| Fachwerkwohnhaus „In der Plancke“            | Fachwerkwohnhaus „In der Plancke“                               | Langenberg Hauptstraße 12 Karte                                                                                           | Zweigeschossiges Fachwerkhaus auf hohem Sockel | 18. Jh.                | 29. Juni 1983      | 92              |
| weitere Bilder                               | Wohn- und Geschäftshaus                                         | Langenberg Hauptstraße 14 Karte                                                                                           | Dreigeschossiges Bruchsteinhaus, Erdgeschoss mit Werkstein verblendet und mit Rundbogenarkaden, Fenster mit Rundbogenblenden, Walmdach | Mitte 19. Jh.          | 25. Februar 1985   | 3               |
| weitere Bilder                               | Wohnhaus                                                        | Langenberg Hauptstraße 17 Karte                                                                                           | Zweigeschossiges Gebäude in 5 Achsen, hoher Bruchsteinsockel, doppelläufige Freitreppe, Satteldach mit Zwerchhaus, zweigeschossiges Hintergebäude mit Satteldach, beide Dächer mit Gesimskästen, Fassaden verschiefert | Mitte 19. Jh.          | 8. Mai 2002        | 303             |
| weitere Bilder                               | Weißes Haus                                                     | Langenberg Hauptstraße 19 Karte                                                                                           | Architekt: Friedrich Hitzig aus Berlin, Bauherr: Wilhelm Colsman. Benannt nach des weißen Haaren des Bauherren. Dreigeschossige Villa mit Walmdach, Putzfassade mit Stuck und klassizistischen Stilelementen. | 1865–1866              | 18. Dezember 1996  | 245             |
| weitere Bilder                               | Villa                                                           | Langenberg Hauptstraße 23 Karte                                                                                           | Zweieinhalbgeschossige Villa auch Backstein mit Gliederung, betont durch dreiachsigen polygonalen Mittelrisalit, Sockel aus Sandstein, Glas-Lichtschacht im Dach | 2. Hälfte 19. Jh.      | 28. Oktober 1985   | 123             |
| weitere Bilder                               | Fachwerkwohnhaus „Im Boven“                                     | Langenberg Hauptstraße 24 Karte                                                                                           | Dreigeschossiges Fachwerk-Giebelhaus, Fassade verbreitert | Mitte 19. Jh.          | 26. April 1985     | 12              |
| weitere Bilder                               | Fachwerkwohnhaus „In der Muggenbeck“                            | Langenberg Hauptstraße 26 Karte                                                                                           | Zweigeschossiges, verschiefertes Fachwerkhaus, seitlich jüngerer Anbau, Sockel in Bruchstein | Mitte 19. Jh.          | 30. Dezember 1983  | 101             |
| weitere Bilder                               | Rotes Haus                                                      | Langenberg Hauptstraße 27 Karte                                                                                           | Architekten: Wilhelm Böckmann, Hermann Ende (Vorentwürfe), Julius Carl Raschdorff (Fortführung), Hermann Otto Pflaume (Überarbeitung). Bauherr: Andreas Colsman. Benannt nach seiner roten Klinkerverkleidung. Zweieinhalbgeschossige Villa in 4:4 Achsen, Backstein mit Putzgliederung, seitlicher Eingang, in der Mitte des ersten Obergeschosses Muschelnische mit Frauenfigur, Walmdach | 1884–1885              | 2. Juni 1982       | 27              |
| Fachwerkwohnhaus                             | Fachwerkwohnhaus                                                | Langenberg Hauptstraße 28 Karte                                                                                           | Zweigeschossiges Fachwerkgebäude, giebelständig und versetzt, Front mit Holzkassettenschalung verkleidet, Rückseite verschiefert | Mitte 19. Jh.          | 26. April 1985     | 1               |
| weitere Bilder                               | Villa mit Parkanlage                                            | Langenberg Hauptstraße 29 Karte                                                                                           | Architekt: Christian Heyden. Zweigeschossige klassizistische Villa mit Walmdach, Fassade aus Werkstein, Süd- und Ostseite geschlämmt, Haupteingangstür von zwei Pilastern und einem Tympanon eingefasst, Remise aus Ziegelmauerwerk. Parkähnliche Gartenanlage von Maximilian Friedrich Weyhe, später umgestaltet von Rosarius. | 1840–1842              | 8. November 1991   | 222             |
| weitere Bilder                               | Villa „Im Talhof“                                               | Langenberg Hauptstraße 33 Karte                                                                                           | Zweigeschossiges Wohnhaus, heute Waldorfkindergarten | 1850                   | 21. Januar 1987    | 152             |
| weitere Bilder                               | ehemalige Bandweberei Feldhoff                                  | Langenberg Hauptstraße 35 Karte                                                                                           | Dreigeschossiges, verschiefertes Geschäftshaus mit viergeschossigem Backsteinanbau | 1835                   | 25. April 1984     | 104             |
| weitere Bilder                               | Wohn- und Geschäftshaus                                         | Langenberg Hauptstraße 36 Karte                                                                                           | dreigeschossiges Eckhaus, mit Türmchen versehene Eckachse | 1901                   | 2. Juni 1989       | 186             |
| weitere Bilder                               | Wohn- und Geschäftshaus                                         | Langenberg Hauptstraße 37/39 Karte                                                                                        | erstmals genannt 1517; zweigeschossiger Winkelbau an der Ecke Donnerstraße | 18./19. Jh.            | 19. Oktober 1989   | 197             |
| weitere Bilder                               | Wohn- und Geschäftshaus                                         | Langenberg Hauptstraße 38 Karte                                                                                           | zweigeschossiges, verschiefertes, giebelständiges Gebäude mit einem verputzten Erdgeschoss | vmtl. 18. Jh.          | 2. Juni 1989       | 190             |
| weitere Bilder                               | Alte Evangelische Kirche                                        | Langenberg Hauptstraße 40 Karte                                                                                           | Barocke Emporenkirche mit dreiseitigem Chorschluss und vorgestelltem Westturm; Bruchstein mit Werksteingliederung, Dach und Turmhelm verschiefert | 1725–1726              | 11. März 1996      | 242             |
| Wohnhaus                                     | Wohnhaus                                                        | Langenberg Hauptstraße 41 Karte                                                                                           | |                        |                    | 184             |
| Hotel „Rosenhaus“                            | Hotel „Rosenhaus“                                               | Langenberg Hauptstraße 43 Karte                                                                                           | |                        |                    | 174             |
| weitere Bilder                               | Wohnhaus                                                        | Langenberg Hauptstraße 46 Karte                                                                                           | |                        |                    | 139             |
| Wohn- und Geschäftshaus                      | Wohn- und Geschäftshaus                                         | Langenberg Hauptstraße 47 Karte                                                                                           | |                        |                    | 280             |
| weitere Bilder                               | Wohn- und Geschäftshaus                                         | Langenberg Hauptstraße 48/50 Karte                                                                                        | |                        |                    | 189             |
| weitere Bilder                               | Wohn- und Geschäftshaus                                         | Langenberg Hauptstraße 49 Karte                                                                                           | |                        |                    | 107             |
| Wohn- und Geschäftshaus                      | Wohn- und Geschäftshaus                                         | Langenberg Hauptstraße 52 Karte                                                                                           | |                        |                    | 143             |
| weitere Bilder                               | Wohn- und Geschäftshaus                                         | Langenberg Hauptstraße 56 Karte                                                                                           | |                        |                    | 38              |
| weitere Bilder                               | Wohn- und Geschäftshaus                                         | Langenberg Hauptstraße 59/61 Karte                                                                                        | |                        |                    | 82              |
| weitere Bilder                               | Wohn- und Geschäftshaus                                         | Langenberg Hauptstraße 62 Karte                                                                                           | |                        |                    | 103             |
| weitere Bilder                               | Wohn- und Geschäftshaus                                         | Langenberg Hauptstraße 63 Karte                                                                                           | |                        |                    | 109             |
| weitere Bilder                               | Bürgerhaus                                                      | Langenberg Hauptstraße 64 Karte                                                                                           | Architekt: Arno Eugen Fritsche | 1913–1916              |                    | 25              |
| weitere Bilder                               | Wohnhaus                                                        | Langenberg Hauptstraße 65 Karte                                                                                           | |                        |                    | 187             |
| weitere Bilder                               | Wohn- und Geschäftshaus                                         | Langenberg Hauptstraße 66 Karte                                                                                           | |                        |                    | 219             |
| weitere Bilder                               | Wohn- und Geschäftshaus                                         | Langenberg Hauptstraße 68 Karte                                                                                           | |                        |                    | 81              |
| weitere Bilder                               | Wohnhaus                                                        | Langenberg Hauptstraße 72 Karte                                                                                           | |                        |                    | 141             |
| weitere Bilder                               | Wohnhaus                                                        | Langenberg Hauptstraße 73 Karte                                                                                           | |                        |                    | 73              |
| weitere Bilder                               | Wohn- und Geschäftshaus                                         | Langenberg Hauptstraße 77 Karte                                                                                           | |                        |                    | 54              |
| weitere Bilder                               | Wohn- und Geschäftshaus                                         | Langenberg Hauptstraße 78 Karte                                                                                           | |                        |                    | 76              |
| Wohn- und Geschäftshaus                      | Wohn- und Geschäftshaus                                         | Langenberg Hauptstraße 79 Karte                                                                                           | |                        |                    | 114             |
| Wohnhaus                                     | Wohnhaus                                                        | Langenberg Hauptstraße 80 Karte                                                                                           | |                        |                    | 163             |
| weitere Bilder                               | Wohn- und Geschäftshaus                                         | Langenberg Hauptstraße 83 Karte                                                                                           | |                        |                    | 55              |
| weitere Bilder                               | Vereinigte Gesellschaft                                         | Langenberg Hauptstraße 84 Karte                                                                                           | |                        |                    | 183             |
| weitere Bilder                               | Wohn- und Geschäftshaus                                         | Langenberg Hauptstraße 85 Karte                                                                                           | |                        |                    | 56              |
| weitere Bilder                               | Wohn- und Geschäftshaus                                         | Langenberg Hauptstraße 87 Karte                                                                                           | |                        |                    | 57              |
| weitere Bilder                               | Wohn- und Geschäftshaus                                         | Langenberg Hauptstraße 90 Karte                                                                                           | |                        |                    | 31              |
| weitere Bilder                               | Wohnhaus                                                        | Langenberg Hauptstraße 93 Karte                                                                                           | |                        |                    | 60              |
| weitere Bilder                               | ehemaliges Rathaus Langenberg                                   | Langenberg Hauptstraße 94 Karte                                                                                           | |                        |                    | 127             |
| weitere Bilder                               | Villa                                                           | Langenberg Hauptstraße 101 Karte                                                                                          | |                        |                    | 161             |
| Wohnhaus                                     | Wohnhaus                                                        | Langenberg Hauptstraße 102 Karte                                                                                          | |                        |                    | 235             |
| weitere Bilder                               | Villa                                                           | Langenberg Hauptstraße 103 Karte                                                                                          | |                        |                    | 87              |
| Wohnhaus                                     | Wohnhaus                                                        | Langenberg Hauptstraße 108 Karte                                                                                          | |                        |                    | 208             |
| weitere Bilder                               | Wohnhaus                                                        | Langenberg Hauptstraße 109 Karte                                                                                          | |                        |                    | 119             |
| weitere Bilder                               | ehemaliges Amtsgericht                                          | Langenberg Hauptstraße 112 Karte                                                                                          | |                        |                    | 196             |
| weitere Bilder                               | Wohnhaus                                                        | Langenberg Hauptstraße 115 Karte                                                                                          | |                        |                    | 201             |
| weitere Bilder                               | Wohnhaus                                                        | Langenberg Hauptstraße 117 Karte                                                                                          | |                        |                    | 178             |
| weitere Bilder                               | Wohnhaus                                                        | Langenberg Hauptstraße 119 Karte                                                                                          | |                        |                    | 202             |
| Villa                                        | Villa                                                           | Langenberg Hauptstraße 132 Karte                                                                                          | |                        |                    | 148             |
| weitere Bilder                               | Wohnhaus                                                        | Langenberg Heeger Straße 44 Karte                                                                                         | |                        |                    | 204             |
| weitere Bilder                               | Wohnhaus                                                        | Langenberg Heeger Straße 46 Karte                                                                                         | |                        |                    | 110             |
| Wohnhaus                                     | Wohnhaus                                                        | Langenberg Heeger Straße 48 Karte                                                                                         | |                        |                    | 111             |
| weitere Bilder                               | Wohnhaus                                                        | Langenberg Heeger Straße 50 Karte                                                                                         | |                        |                    | 112             |
| Wohnhaus                                     | Wohnhaus                                                        | Langenberg Heeger Straße 52 Karte                                                                                         | |                        |                    | 113             |
| weitere Bilder                               | Wohnhaus                                                        | Velbert-Mitte Hefel 23 Karte                                                                                              | |                        |                    | 166             |
| weitere Bilder                               | Katholische Pfarrkirche St. Paulus                              | Velbert-Mitte Heidestraße 202 Karte                                                                                       | Architekt: Gottfried Böhm. Kirchengebäude auf kreuzförmigem Grundriss mit kupfergedecktem Schleppdach, Außenwände mit Schiefer verkleidet, Eingangsportal mit bogenförmig vortretender geputzter Wandfläche und seitlichen raumhohen Verglasungen; originale Innenausstattung der Erbauungszeit (Altar, Bestuhlung, Lampen, Reliefs, Beichtstühle); freistehender Glockenturm südlich des Kirchengebäudes. | 1954–1955              | 28. April 2003     | 305             |
| weitere Bilder                               | Wohnhaus                                                        | Langenberg Hellerstraße 4/6 Karte                                                                                         | |                        |                    | 155             |
| weitere Bilder                               | Wohn- und Geschäftshaus                                         | Langenberg Hellerstraße 7 Karte                                                                                           | |                        |                    | 7               |
| weitere Bilder                               | Wohn- und Geschäftshaus                                         | Langenberg Hellerstraße 11 Karte                                                                                          | |                        |                    | 149             |
| weitere Bilder                               | Wohn- und Geschäftshaus                                         | Langenberg Hellerstraße 12 Karte                                                                                          | |                        |                    | 97              |
| weitere Bilder                               | Wohn- und Geschäftshaus                                         | Langenberg Hellerstraße 13 Karte                                                                                          | |                        |                    | 150             |
| weitere Bilder                               | Wohn- und Geschäftshaus                                         | Langenberg Hellerstraße 15/17 Karte                                                                                       | |                        |                    | 6               |
| weitere Bilder                               | Wohn- und Geschäftshaus                                         | Langenberg Hellerstraße 16 Karte                                                                                          | |                        |                    | 93              |
| Wohnhaus                                     | Wohnhaus                                                        | Langenberg Hellerstraße 20 Karte                                                                                          | z.Zt. (03/2022) eingerüstet |                        |                    | 83              |
| weitere Bilder                               | Wohn- und Geschäftshaus                                         | Langenberg Hellerstraße 21/23 Karte                                                                                       | |                        |                    | 191             |
| weitere Bilder                               | Wohn- und Geschäftshaus                                         | Langenberg Hellerstraße 22 Karte                                                                                          | |                        |                    | 175             |
| weitere Bilder                               | Wohnhaus                                                        | Langenberg Hohlstraße 13 Karte                                                                                            | |                        |                    | 29              |
| weitere Bilder                               | Wohnhaus                                                        | Langenberg Hohlstraße 14 Karte                                                                                            | |                        |                    | 263             |
| weitere Bilder                               | Wohnhaus                                                        | Langenberg Hohlstraße 16 Karte                                                                                            | |                        |                    | 66              |
| weitere Bilder                               | Bismarckturm                                                    | Langenberg Hordtstraße 18 Karte                                                                                           | Architekt: Arno Eugen Fritsche aus Elberfeld. Aussichtsturm in Werkstein, oberer Umgang mit Zinnenkranz | 1905–1906              | 28. März 1990      | 212             |
| weitere Bilder                               | Wohnhaus                                                        | Neviges Ibacher Mühle 52 Karte                                                                                            | |                        |                    | 225             |
| weitere Bilder                               | Wohnhaus                                                        | Neviges Ibacher Mühle 87 Karte                                                                                            | |                        |                    | 160             |
| ehemaliges Feuerwehrgebäude                  | ehemaliges Feuerwehrgebäude                                     | Neviges Im Koven 3 Karte                                                                                                  | zweigeschossiges Gebäude in Klinker-Sichtmauerwerk mit Putzfeldern, Giebelflächen in Fachwerk, seitlicher Schlauchturm in Ziegelmauerwerk. | 1903                   | 7. Oktober 1997    | 251             |
| Wohn- und Geschäftshaus                      | Wohn- und Geschäftshaus                                         | Langenberg Kamper Straße 7 Karte                                                                                          | |                        |                    | 106             |
| weitere Bilder                               | Wohn- und Geschäftshaus                                         | Langenberg Kamper Straße 21 Karte                                                                                         | |                        |                    | 115             |
| weitere Bilder                               | Wohn- und Geschäftshaus                                         | Langenberg Kamper Straße 23 Karte                                                                                         | |                        |                    | 116             |
| weitere Bilder                               | Evangelische Stadtkirche                                        | Neviges Kirchplatz 1 Karte                                                                                                | Saalkirche aus Bruchstein mit hölzernem Tonnengewölbe, dreiseitige Empore, freistehende, hölzerne Kanzel mit Schalldeckel, Orgelempore mit zweiseitiger barocker Holztreppe. Der Turm wurde 1697 und das Langhaus im Jahr 1740 erbaut. | 12./15. Jh. (Ursprung) | 16. März 1982      | 22              |
| weitere Bilder                               | Fachwerkwohnhaus „Oben am Kar“                                  | Neviges Kirchplatz 3 Karte                                                                                                | dreigeschossiges, verschiefertes Fachwerkgebäude mit originaler Eingangstür mit Oberlicht; 1870 Erhöhung um ein Geschoss. Das Gebäude ist wichtiger Bestandteil der Kirchplatzbebauung. | 1735                   | 10. Oktober 1986   | 146             |
| Fachwerkwohnhaus „Im Willmshaus“             | Fachwerkwohnhaus „Im Willmshaus“                                | Neviges Kirchplatz 4 Karte                                                                                                | zweigeschossiges Fachwerkgebäude mit verschiefertem Giebel zum Kirchplatz. Das Gebäude ist wichtiger Bestandteil der Kirchplatzbebauung. | 17. Jh.                | 8. Oktober 1993    | 234             |
| weitere Bilder                               | Fachwerkwohnhaus „Am neuen Offerig“                             | Neviges Kirchplatz 5 Karte                                                                                                | zweigeschossiges, breit gelagertes Fachwerkgiebelhaus auf Bruchsteinsockel und vorgelagerter Freitreppe; vierflügelige Kreuzsprossenfenster; Innenräume mit Kölner Decken ausgestattet. | 1746                   | 26. Mai 1983       | 91              |
| weitere Bilder                               | Fachwerkwohnhaus „Im Jökenhaus“                                 | Neviges Kirchplatz 6 Karte                                                                                                | Zweigeschossiges Fachwerk-Giebelhaus auf hohem Bruchsteinsockel, Giebel zum Kirchplatz mit jüngerer Verschieferung, Eingang mit Freitreppe; wichtiger Bestandteil der Kirchplatzbebauung. | 17. Jh.                | 10. Dezember 1985  | 134             |
| weitere Bilder                               | Fachwerkwohnhaus „Im alten Offerig“                             | Neviges Kirchplatz 7 Karte                                                                                                | Zweigeschossiges, giebelständiges Fachwerkgebäude auf Bruchsteinsockel mit Freitreppe. Das Gebäude ist wichtiger Bestandteil der Kirchplatzbebauung. | 1756                   | 10. Dezember 1985  | 135             |
| Fachwerkwohnhaus „Im obersten Steeg“         | Fachwerkwohnhaus „Im obersten Steeg“                            | Neviges Kirchplatz 8 Karte                                                                                                | zweigeschossiges, giebelständiges Fachwerkgebäude auf Bruchsteinsockel mit Freitreppe, Rückseite Giebelverbretterung und weiterer Eingang. Gebäude ist wichtiger Bestandteil der Kirchplatzbebauung. | Anfang 18. Jh.         | 15. März 1983      | 84              |
| weitere Bilder                               | Fachwerkwohnhaus „In der oberen Kluse“                          | Neviges Kirchplatz 10 Karte                                                                                               | Zweigeschossiges, traufständiges Fachwerkgebäude, Untergeschoss zur Straße Rommelssiepen mit Ladeneinbau. Wichtiger Bestandteil der Kirchplatzbebauung. | Ende 18. Jh.           | 12. September 2001 | 298             |
| Fachwerkwohnhaus „In der unteren Kluse“      | Fachwerkwohnhaus „In der unteren Kluse“                         | Neviges Kirchplatz 11 Karte                                                                                               | Zweigeschossiges, traufständiges Fachwerkgebäude mit Untergeschoss zur Straße Rommelssiepen und Ladeneinbau. Wichtiger Bestandteil der Kirchplatzbebauung. | Ende 18. Jh.           | 15. März 1983      | 28              |
| Fachwerkwohnhaus „Im Hagdorn“                | Fachwerkwohnhaus „Im Hagdorn“                                   | Neviges Kirchplatz 12 Karte                                                                                               | dreigeschossiges Fachwerkgebäude, Eingang zum Kirchplatz mit mittigem Dachhaus, zur Straße Rommelssiepen verschiefert mit Ladeneinbau. Wichtiger Bestandteil der Kirchplatzbebauung. | 1775                   | 26. Mai 1983       | 95              |
| Fachwerkwohnhaus „In der Turteltaube“        | Fachwerkwohnhaus „In der Turteltaube“                           | Neviges Kirchplatz 16 Karte                                                                                               | zweigeschossiges, traufständiges Fachwerkgebäude, zur Elberfelder Straße dreigeschossig mit Verschieferung. Wichtiger Bestandteil der Kirchplatzbebauung. | Ende 18. Jh.           | 21. Januar 1987    | 154             |
| Fachwerkwohnhaus „Im hinteren Häuschen“      | Fachwerkwohnhaus „Im hinteren Häuschen“                         | Neviges Kirchplatz 18 Karte                                                                                               | zweigeschossiges, traufständiges Fachwerkgebäude mit Verschieferung und Dachhäuschen. Wichtiger Bestandteil der Kirchplatzbebauung. | Ende 18. Jh.           | 20. November 1995  | 240             |
| weitere Bilder                               | Fachwerkwohnhaus „Im vorderen Häuschen“                         | Neviges Kirchplatz 19 Karte                                                                                               | zweigeschossiges, traufständiges Fachwerkgebäude mit Holzverkleidung als Kassettenschalung. Wichtiger Bestandteil der Kirchplatzbebauung. | 19. Jh.                | 5. Juni 1989       | 194             |
| weitere Bilder                               | Villa mit Garten                                                | Langenberg Klippe 4 Karte                                                                                                 | Zweigeschossige Villa in Backstein mit Putz- und Werksteingliederung, historisierende Schmuckformen, Dachaufbauten und Türmchen mit Fachwerk, Fenstereinfassung mit Werkstein, Wintergarten im Südwesten, bunte bleiverglaste Fenster im Treppenbereich, profilierte Decken mit Stuckarbeiten, Fußbodenbeläge aus der Erbauungszeit, Holztreppe, Wandfliesen im Badezimmer des Erdgeschosses aus der Erbauungszeit | um 1900                | 3. Dezember 1990   | 230             |
| weitere Bilder                               | Villa mit Garten                                                | Langenberg Klippe 6 Karte                                                                                                 | Zweigeschossige Villa mit Werksteinverblendung, burgartiger Charakter, Erker, Türmchen und Giebelausbauten, Walmdach auf Holzkonsolen, zahlreiche bunte bleiverglaste Fenster mit Ornamentglas, zahlreiche fest Einbauten im Inneren des Gebäudes aus der Erbauungszeit | 1899                   | 19. November 1990  | 231             |
| weitere Bilder                               | ehemaliges Pilgerhaus                                           | Neviges Klosterstraße 5 Karte                                                                                             | Architekt: Gottfried Böhm. Gesamtanlage mit dem Wallfahrtsdom, Kindergarten und Vorplatz im Stil des Brutalismus. | um 1970                | 10. Mai 1995       | 239             |
| Kindergarten                                 | Kindergarten                                                    | Neviges Klosterstraße 6 Karte                                                                                             | Architekt: Gottfried Böhm. Gesamtanlage mit dem Wallfahrtsdom, Pilgerhaus und Vorplatz im Stil des Brutalismus. | 1969–1970              | 10. Mai 1995       | 239             |
| weitere Bilder                               | Evangelische Kirche Nierenhof                                   | Langenberg Kohlenstraße 46 Karte                                                                                          | Erbaut mit Formen des Neuen Bauens. Der Bau gehört zu den späten Beispielen im Œuvre der Architekten Karl Wach und Heinrich Rosskotten. | Anfang 1930er Jh.      | 1. März 1983       | 80              |
| weitere Bilder                               | Wohn- und Geschäftshaus                                         | Velbert-Mitte Kolpingstraße 4/6 Karte                                                                                     | dreigeschossiges Gebäude mit sieben Fensterachsen, Fassade verputzt mit neubarocken Stuckornamenten an Fenstern und Gesimsen, zweigeschossiger Erker auf Konsolen, im Erdgeschoss Ladeneinbau. | 1898                   | 16. Mai 1990       | 217             |
| Katholische Kirche St. Marien                | Katholische Kirche St. Marien                                   | Velbert-Mitte Kolpingstraße 15 Karte                                                                                      | Dreischiffige Basilika aus Bruchsteinmauerwerk mit dreiseitigem Chor und Westturm mit Turmhelm aus Bruchstein. Seitlicher Erweiterungsbau aus dem Jahr 1938 in hammerrechtem Bruchstein und rundem Chorabschluss, hölzerne Decke mit Ornamentbemalung. Bestandteil des Denkmals ist auch die gesamte Innenausstattung. | 1858 1938              | 24. April 2001     | 294             |
| weitere Bilder                               | Villa Herminghaus                                               | Velbert-Mitte Kolpingstraße 34 Karte                                                                                      | Zweigeschossige Fabrikantenvilla mit flachem Walmdach, Eingang an der Südseite mit auf Säulen getragener Balkonüberdachung, an der Nordseite eine geschlossene Veranda von 1913, darüber Balkon mit Eisengitter; im Innern originales Treppenhaus mit Bodenfliesen und Türen, Stuckdecken. | 1885                   | 13. März 2001      | 293             |
| weitere Bilder                               | Wohn- und Geschäftshaus                                         | Langenberg Kreiersiepen 3 Karte                                                                                           | Zweigeschossiges Fachwerkgebäude, zur Mühlenstraße ein hoher eingeschossiger Bruchsteinsockel, originale Eingangstür an der Hofseite, zweiflügelige Holzsprossenfenster | 18./19. Jh.            | 28. November 1988  | 176             |
| weitere Bilder                               | Wohn- und Geschäftshaus „Auf der großen Hacht“                  | Langenberg Kreiersiepen 5 Karte                                                                                           | Zweigeschossiges Fachwerk-Giebelhaus, verschiefert, Bruchsteinsockel, 2:4 Achsen, 2 Giebelgeschosse, an der Rückseite Tür original erhalten, im Erdgeschoss Ladeneinbau | 1800                   | 26. April 1985     | 34              |
| weitere Bilder                               | Altes Vereinshaus                                               | Langenberg Kreiersiepen 7 Karte                                                                                           | Zweigeschossiges Bruchsteingebäude, Haupteingang mit Sandsteinwänden versehen, Rundbogenfenster, Dacheindeckung in Hohlziegeln mit Ortgang- und Firstverschieferung | 2. Hälfte 19. Jh.      | 26. März 1986      | 140             |
| weitere Bilder                               | Fachwerkwohnhaus                                                | Neviges Kuhlendahler Straße 13 Karte                                                                                      | zweigeschossiges Fachwerkhaus; Erdgeschoss zum Teil Bruchstein verputzt; Giebelseiten zum Teil verschiefert oder verbrettert; Rückseite Obergeschoss verbrettert. | vmtl. 17./18. Jh.      | 11. Dezember 1984  | 11              |
| weitere Bilder                               | Fachwerkwohnhaus                                                | Neviges Kuhlendahler Straße 33 Karte                                                                                      | zweigeschossiger Gebäudekomplex in Fachwerk, verschiefert, aus verschiedenen Bauphasen, Erdgeschoss zum Teil verputzt; Keller mit Bruchsteingewölbe; zum Teil historische Türen mit handgeschmiedeten Beschlägen; originales Dachwerk, mehrteilige Holzfenster mit Schlagläden. | um 1800                | 6. Juni 2001       | 296             |
| weitere Bilder                               | Evangelische Kirche Tönisheide                                  | Neviges Kuhlendahler Straße 35 Karte                                                                                      | Einschiffiges Kirchengebäude mit dreiseitigem Chorschluss und Strebepfeilern; Dachreiter aus Holz mit verschieferter Turmhaube. | 17. Jh.                | 7. Dezember 1995   | 241             |
| weitere Bilder                               | Fachwerkwohnhaus                                                | Neviges Kuhlendahler Straße 39 Karte                                                                                      | zweigeschossiges Fachwerkhaus, verputzter Sockel, Giebelseiten zum Teil verschiefert und verputzt; Rückseite eingeschossiger Anbau mit Schleppdach, traufseitiger Eingang; zweiflügelige Holzsprossenfenster; im Erdgeschoss grüne Schlagläden. | Ende 18. Jh.           | 5. März 1985       | 9               |
| weitere Bilder                               | Fachwerkwohnhaus „An den Sträuchen“                             | Neviges Kuhlendahler Straße 108 Karte                                                                                     | zweigeschossiges Fachwerkhaus, freistehend, Sichtfachwerk, Nordgiebel in Backsteinausfachung und Backsteinsockel, Westseite kleiner Anbau | 1602                   | 2. August 1983     | 88              |
| weitere Bilder                               | Wohnhaus                                                        | Langenberg Kuhstraße 2 Karte                                                                                              | |                        |                    | 61              |
| Wohnhaus                                     | Wohnhaus                                                        | Langenberg Kuhstraße 3 Karte                                                                                              | |                        |                    | 120             |
| Wohnhaus                                     | Wohnhaus                                                        | Langenberg Kuhstraße 5 Karte                                                                                              | |                        |                    | 62              |
| Wohnhaus                                     | Wohnhaus                                                        | Langenberg Kuhstraße 52 Karte                                                                                             | |                        |                    | 205             |
| weitere Bilder                               | Wohnhaus                                                        | Langenberg Kuhstraße 54 Karte                                                                                             | |                        |                    | 206             |
| weitere Bilder                               | Wohnhaus                                                        | Langenberg Kuhstraße 56 Karte                                                                                             | |                        |                    | 207             |
| weitere Bilder                               | Stüppershof: Wohnstallhaus                                      | Velbert-Mitte Langenberger Straße 452 Karte                                                                               | zweigeschossiges Fachwerkgebäude, im rückwärtigen Stallbereich dreigeschossig durch niedriges Zwischengeschoss. Westgiebel im Bruchstein mit Giebeldreieck aus Fachwerk, Ostgiebel mit Giebelverbretterung; Fachwerk im Wohnteil mit Streben im Obergeschoss, im Stallteil Streben durch alle Geschosse im Bereich der Bundständer; Holzsprossenfenster, Ortgang- und Firstverschieferung | ca. 17./18. Jh.        | 18. April 1989     | 179             |
| weitere Bilder                               | Villa Petershall                                                | Neviges Lukasstraße 1 Karte                                                                                               | Architekt: Julius Carl Raschdorff. Zweigeschossige Villa im Schweizer Landhausstil, Backstein mit Sandsteingewänden und Fachwerk mit Backsteinausfachung; Balkon und Schwebegiebel an der Eingangsseite, vorgelagerte Terrasse mit Treppenabgang; mehrteilige Holzfenster. Dazugehörig das seitlich angegliederte Kutscherhaus. | 1877–1879              | 3. Juli 1984       | 151             |
| weitere Bilder                               | Wohnhaus                                                        | Langenberg Märkische Straße 2 Karte                                                                                       | |                        |                    | 271             |
| weitere Bilder                               | Wohnhaus                                                        | Langenberg Märkische Straße 6 Karte                                                                                       | |                        |                    | 117             |
| weitere Bilder                               | Wohnhaus                                                        | Langenberg Märkische Straße 7 Karte                                                                                       | |                        |                    | 118             |
| Fachwerkwohnhaus „Auf dem Spiker“            | Fachwerkwohnhaus „Auf dem Spiker“                               | Langenberg Mühlenstraße 1 Karte                                                                                           | Zweigeschossiges, giebelständiges Fachwerkhaus mit Bruchsteinsockel, zum Teil verschiefert, originale Haustür mit Oberlicht, zweiflügelige Holzsprossenfenster, Dacheindeckung mit Hohlziegeln | 1602                   | 8. Oktober 1987    | 162             |
| Alte Stadtwaage                              | Alte Stadtwaage                                                 | Langenberg Mühlenstraße 1a Karte                                                                                          | zwei eingeschossige miteinander verbundene Gebäude, bestehend aus der ehemaligen Stadtwaage und dem ehemaligen Schlachthaus - Stadtwaage: Sichtfachwerk, Walmdach mit Schiefereindeckung und Gaube - Schlachthaus: Bruchsteinmauerwerk mit Satteldach und Tonziegeleindeckung, Giebeldreieck verbrettert | 18. Jh.                | 25. Oktober 1985   | 69              |
| weitere Bilder                               | Wohnhaus                                                        | Langenberg Mühlenstraße 11/12 Karte                                                                                       | |                        |                    | 142             |
| weitere Bilder                               | Bürogebäude                                                     | Velbert-Mitte Nedderstraße 6 Karte                                                                                        | |                        |                    | 213             |
| weitere Bilder                               | Evangelische Friedenskirche                                     | Velbert-Mitte Nevigeser Straße 1                                                                                          | Kirche, Glockenturm, Trakt mit Gemeinderäumen, Foyer vor der Kirche, Pfarrsaal, Sitzungsraum sowie Nebenräume. Innenausstattung bauzeitlich Architekt Friedrich Goedeking | 1966/67                | 16. Mai 2019       | 319             |
| weitere Bilder                               | Villa                                                           | Neviges Nevigeser Straße 131 Karte                                                                                        | |                        |                    | 70              |
| weitere Bilder                               | Katholische Kirche St. Nikolaus                                 | Velbert-Mitte Nikolaus-Ehlen-Straße 4 Karte                                                                               | Kirche aus unverputztem Bruchsteinmauerwerk auf längsrechteckigem Grundriss mit halbrunder Ostapsis, schiefergedecktes Satteldach mit offenem Dachreiter mit Glocke, vor dem mittigen Eingang gestellte Wandscheibe mit Dach; kleine Rundbogenfenster; im Innern offener Dachstuhl; aus Felssteinen gemauerter Altar; Figur des Heiligen Nikolaus, Reliquienkästchen. | 1955                   | 23. Oktober 1996   | 244             |
| weitere Bilder                               | Hof „Lappenhaus“                                                | Neviges Nordrather Straße 359 Karte                                                                                       | |                        |                    | 226             |
| weitere Bilder                               | Wohnhaus                                                        | Velbert-Mitte Obere Flandersbach 4 Karte                                                                                  | |                        |                    | 99              |
| weitere Bilder                               | Jüdischer Friedhof                                              | Langenberg Oberer Eickeshagen Karte                                                                                       | |                        |                    | 283             |
| weitere Bilder                               | Bürgerverein                                                    | Velbert-Mitte Offerstraße 6 Karte                                                                                         | | 1909-1910              |                    | 301             |
| weitere Bilder                               | Unternehmervilla                                                | Velbert-Mitte Offerstraße 14 Karte                                                                                        | | 1904                   | 22. Mai 2017       | 314             |
| weitere Bilder                               | Villa                                                           | Velbert-Mitte Offerstraße 18/20 Karte                                                                                     | | 1899                   |                    | 85              |
| weitere Bilder                               | Villa                                                           | Velbert-Mitte Offerstraße 19 Karte                                                                                        | | 1899                   |                    | 126             |
| weitere Bilder                               | Villa                                                           | Velbert-Mitte Offerstraße 21 Karte                                                                                        | | 1899                   |                    | 126a            |
| weitere Bilder                               | Evangelische Christuskirche                                     | Velbert-Mitte Oststraße 61 / Grünstraße Karte                                                                             | Architekten: Franz Brantzky und Carl Krieger. Zusammenhängendes Ensemble der Christuskirche und des Pfarrhauses. Kreuzförmiger Grundriss mit Mittelkuppel, Flankenturm mit Schweifhaube, Ausführung in Bruchstein mit späten Jugendstilformen. Glasmalerei der Kirchenfenster Wilhelm Döringer in 1909. | 1908–1910              | 9. Dezember 1982   | 75              |
| Villa                                        | Villa                                                           | Langenberg Panner Straße 6 Karte                                                                                          | |                        |                    | 108             |
| weitere Bilder                               | Luftschutz-Einmannbunker / Splitterschutzzelle                  | Velbert-Mitte Poststraße Karte                                                                                            | Zylindrisches, nach oben hin leicht konisch zulaufendes Stahlbetonbauwerk mit abgerundetem „Deckel“; Normalmaße nach Typenbauwerk: 2,3-2,5 m hoch, Einstiegsluke (Tür ausgebrochen), Notausgang (Betonplatte), Sehschlitze in Augenhöhe. In situ, nahe dem Rand des Hinterhofs des Hauses Poststraße 87, zum größeren Teil unter der Bodenlinie. | 1939-1945              | 4. Juni 2020       | 320             |
| weitere Bilder                               | Ehrenmal                                                        | Velbert-Mitte Poststraße Karte                                                                                            | Ehrenmal zur Ehrung der im Ersten Weltkrieg gefallenen Velberter Soldaten. 100 Meter lange Stützmauer aus Hefeler Sandstein mit acht eingelassenen Basaltplatten, die die Namen der Gefallenen tragen. Über eine Freitreppe gelangt man hinab zur Heldenehrungsbastei, einem großen Torbogen mit Wandbrunnen. Die Krönung ist ein 8 Meter hohes Säulenmal, welches als plastisches Bildwerk den deutschen Adler trägt. | 1930                   | 23. September 2008 | 309             |
| weitere Bilder                               | Wohn- und Geschäftshaus                                         | Neviges Rommelssiepen 9/9b Karte                                                                                          | |                        |                    | 132             |
| weitere Bilder                               | Wohnhaus                                                        | Neviges Rommelssiepen 16 Karte                                                                                            | |                        |                    | 228             |
| weitere Bilder                               | Leitbunker der Kruppschen Scheinanlage                          | Velbert-Mitte Rottberger Straße Karte                                                                                     | Betonbunker als betonsichtiger, flach gedeckter Kubus von 9,10 Meter Länge und 6,60 Meter Breite. | 1940–1941              | 8. August 2013     | 311             |
| weitere Bilder                               | Wohnhaus                                                        | Velbert-Mitte Rützkausen 34 Karte                                                                                         | |                        |                    | 133             |
| weitere Bilder                               | Fabrikanlage                                                    | Langenberg Sambeck 10 Karte                                                                                               | Bauliche Reste einer ehemaligen Textilfabrik, seit 2001 brach liegend; mehrere Gebäudeteile, unter anderem die Villa, wurden abgerissen. Erhalten blieben die Teichanlage, ein mehrteiliger Gebäudekomplex: Wohn- und Kontorgebäude mit seitlichen Anbauten, Fassade verbrettert, Originalfenster, Giebeldreieck und Wintergarten über dem Haupteingang; zweigeschossiges Fabrikgebäude, verputzter Teil mit Gussprofil-Sprossenfenstern; zweigeschossiges Bruchsteingebäude mit Satteldach und Gussprofilfenstern; parallel zum Fabrikgebäude ein zweigeschossiger Arbeiter-Wohnbau | 1860–1900              | 10. Januar 2000    | 273             |
| weitere Bilder                               | Evangelisches Gemeindehaus                                      | Neviges Siebeneicker Straße 5 Karte                                                                                       | Zweigeschossiger Backsteinbau mit hellen Putzflächen und rundbogigem Backsteinfries an der Traufe; angegliederter eingeschossiger Saalanbau mit gestaffelter Dachabfolge. Haupteingang mit drei Treppenstufen, Rundbogen mit eingestellter Zwillingsarkade, beidseitig Säulen mit Würfelkapitell. Bauzeitliche Holztüren mit Oberlicht und aufwändig gestalteten Eisenbändern. | 1905                   | 11. September 2017 | 315             |
| weitere Bilder                               | Evangelisches Pfarrhaus                                         | Neviges Siebeneicker Straße 7 Karte                                                                                       | Zweigeschossiger Backsteinbau mit hellen Putzflächen, Bruchsteinsockel und rundbogigem Backsteinfries an der Traufe, im Dachbereich vorkragende Dreiecksgiebel. Fenster mit Rundbogen und als mehrteilige Holzfenster gestaltet. Im Inneren originales Treppenhaus. | 1905                   | 11. September 2017 | 316             |
| weitere Bilder                               | Wohn-Stall-Haus                                                 | Neviges Siebeneicker Straße 331 Karte                                                                                     | 3-zoniges Wohn-Stall-Haus in Fachwerk mit z. T. gebogenen Kopfstreben. Das Fachwerk ist als Ständerwandbau errichtet. Seitliche Stallerweiterung in Ziegelstein. Giebeldreieck am Wohngiebel ist verbrettert, ebenso der rückwärtige Stallgiebel mit Senkrechtverbretterung mit Deckleiste. 2-flügelige Holzsprossenfenster, im EG mit Schlagläden. Dacheindeckung in Tonziegeln und Ortgang- und Firstverschieferung. | um 1700                | 18. Juli 1994      | 236             |
| weitere Bilder                               | Wasserturm                                                      | Velbert-Mitte Steeger Straße 35 Karte                                                                                     | Turmschaft in gelb-rotem Ziegelstein auf kreisförmigem Grundriss mit ornamentaler Gliederung; Halbbogenfenster; unverkleideter, genieteter Schmiedeeisenbehälter in Form des Intze-I-Behältertyps; aufsitzendes Zeltdach mit achtseitiger Lüfterlaterne mit Umgang. | 1903–1904              | 1. Oktober 1997    | 249             |
| weitere Bilder                               | Wohnhaus                                                        | Velbert-Mitte Sternbergstraße 10 Karte                                                                                    | |                        |                    | 256             |
| weitere Bilder                               | Wohnhaus                                                        | Velbert-Mitte Sternbergstraße 12 Karte                                                                                    | |                        |                    | 257             |
| weitere Bilder                               | Wohnhaus                                                        | Velbert-Mitte Sternbergstraße 14 Karte                                                                                    | |                        |                    | 258             |
| weitere Bilder                               | Wohnhaus                                                        | Velbert-Mitte Sternbergstraße 16 Karte                                                                                    | |                        |                    | 259             |
| weitere Bilder                               | Wohnhaus                                                        | Velbert-Mitte Sternbergstraße 18 Karte                                                                                    | |                        |                    | 260             |
| weitere Bilder                               | Wohnhaus                                                        | Velbert-Mitte Sternbergstraße 20 Karte                                                                                    | |                        |                    | 261             |
| weitere Bilder                               | Wohnhaus                                                        | Velbert-Mitte Sternbergstraße 22 Karte                                                                                    | Dreigeschossiges Gebäude mit Ziegel-Putz-Fassade mit spätklassizistischen Stuckornamenten, geputzte Fensterumrahmungen mit Verdachungen. Mit Haus Nr. 20 als Doppelhaus erstellt. | 1887                   | 21. Februar 2018   | 317             |
| weitere Bilder                               | Wohnhaus                                                        | Velbert-Mitte Sternbergstraße 36 Karte                                                                                    | |                        |                    | 264             |
| weitere Bilder                               | Wohnhaus                                                        | Velbert-Mitte Sternbergstraße 38 Karte                                                                                    | |                        |                    | 265             |
| weitere Bilder                               | Wohnhaus                                                        | Velbert-M itte Sternbergstraße 40 Karte                                                                                   | |                        |                    | 266             |
| weitere Bilder                               | Wohnhaus                                                        | Velbert-Mitte Sternbergstraße 42 Karte                                                                                    | |                        |                    | 267             |
| weitere Bilder                               | Wohnhaus                                                        | Velbert-Mitte Sternbergstraße 44 Karte                                                                                    | |                        |                    | 270             |
| Wohnhaus                                     | Wohnhaus                                                        | Velbert-Mitte Sternbergstraße 50 Karte                                                                                    | |                        |                    | 295             |
| weitere Bilder                               | Wohnhaus                                                        | Neviges Tönisheider Straße 1 Karte                                                                                        | |                        |                    | 300             |
| weitere Bilder                               | Wohnhaus                                                        | Neviges Tönisheider Straße 2 Karte                                                                                        | |                        |                    | 147             |
| weitere Bilder                               | Wohnhaus                                                        | Neviges Tönisheider Straße 5 Karte                                                                                        | |                        |                    | 8               |
| weitere Bilder                               | Wohnhaus                                                        | Neviges Tönisheider Straße 7 Karte                                                                                        | |                        |                    | 131             |
| weitere Bilder                               | Wohnhaus                                                        | Langenberg Vogteier Straße 1 Karte                                                                                        | |                        |                    | 158             |
| weitere Bilder                               | Wohnhaus                                                        | Langenberg Vogteier Straße 9 Karte                                                                                        | |                        |                    | 172             |
| weitere Bilder                               | Wohnhaus                                                        | Langenberg Vogteier Straße 11 Karte                                                                                       | |                        |                    | 159             |
| Wohnhaus                                     | Wohnhaus                                                        | Langenberg Vogteier Straße 12 Karte                                                                                       | |                        |                    | 215             |
| weitere Bilder                               | ehemaliges Schwimmbad                                           | Langenberg Vogteier Straße 28 Karte                                                                                       | Ehemalige „Langenberger Schwimm- und Badeanstalt“, Backsteinkomplex mit dreigeschossigem Verwaltungsgebäude mit abgeschrägter Eckachse mit Turmerker, zweigeschossigem Verbindungstrakt und Schwimmhalle mit Rundbogenfenstern. Fassaden mit zahlreichen Schmuckformen in Backstein mit Werksteinuntergliederungen, Walmdach des Verwaltungsgebäudes und das Turmdach mit Schiefer gedeckt | 1897                   | 3. April 1998      | 168             |
| weitere Bilder                               | Wohnhaus                                                        | Langenberg Voßkuhlstraße 1 Karte                                                                                          | |                        |                    | 129             |
| weitere Bilder                               | Wohnhaus                                                        | Langenberg Voßkuhlstraße 3 Karte                                                                                          | |                        |                    | 130             |
| weitere Bilder                               | Wohnhaus                                                        | Langenberg Voßkuhlstraße 13 Karte                                                                                         | |                        |                    | 40              |
| weitere Bilder                               | Wohnhaus                                                        | Langenberg Voßkuhlstraße 27 Karte                                                                                         | |                        |                    | 42              |
| weitere Bilder                               | Wohnhaus                                                        | Langenberg Voßkuhlstraße 29 Karte                                                                                         | |                        |                    | 42a             |
| weitere Bilder                               | Wohnhaus                                                        | Langenberg Voßkuhlstraße 31 Karte                                                                                         | |                        |                    | 43              |
| weitere Bilder                               | Wohnhaus                                                        | Langenberg Voßkuhlstraße 33 Karte                                                                                         | |                        |                    | 44              |
| weitere Bilder                               | Wohnhaus                                                        | Langenberg Voßkuhlstraße 37 Karte                                                                                         | |                        |                    | 46              |
| weitere Bilder                               | Wohnhaus                                                        | Langenberg Voßkuhlstraße 41 Karte                                                                                         | |                        |                    | 48              |
| weitere Bilder                               | Wohnhaus                                                        | Langenberg Voßkuhlstraße 51 Karte                                                                                         | |                        |                    | 52              |
| weitere Bilder                               | Hof „Erves“                                                     | Langenberg Wallmichrather Straße 20 Karte                                                                                 | |                        |                    | 24              |
| weitere Bilder                               | Hof „Bockshaus“                                                 | Langenberg Wallmichrather Straße 29 Karte                                                                                 | |                        |                    | 211             |
| weitere Bilder                               | Wohnhaus                                                        | Neviges Weinbergstraße 9 Karte                                                                                            | |                        |                    | 288             |
| weitere Bilder                               | Wohnhaus                                                        | Neviges Weinbergstraße 11 Karte                                                                                           | |                        |                    | 289             |
| Wohnhaus                                     | Wohnhaus                                                        | Neviges Weinbergstraße 12 Karte                                                                                           | |                        |                    | 4               |
| weitere Bilder                               | ehemaliges Fabrikgebäude                                        | Neviges Weinbergstraße 13 Karte                                                                                           | Dreigeschossiges Backsteingebäude mit viergeschossigem Eckturm auf langgestrecktem Grundriss; regelmäßige Fassadengliederung durch Fensterachsen, zum Teil mit Blindfenstern; gemauerter Ziegelfries in neuromanischen Schmuckformen, Walmdach. | 1863                   | 12. Oktober 2000   | 290             |
| weitere Bilder                               | Wohnhaus                                                        | Neviges Weinbergstraße 16 Karte                                                                                           | |                        |                    | 17              |
| Wohnhaus                                     | Wohnhaus                                                        | Neviges Weinbergstraße 17 Karte                                                                                           | |                        |                    | 306             |
| weitere Bilder                               | Wohnhaus                                                        | Neviges Weinbergstraße 18 Karte                                                                                           | |                        |                    | 171             |
| Wohnhaus                                     | Wohnhaus                                                        | Neviges Weinbergstraße 19 Karte                                                                                           | |                        |                    | 308             |
| Wohnhaus                                     | Wohnhaus                                                        | Neviges Weinbergstraße 21 Karte                                                                                           | |                        |                    | 307             |
| weitere Bilder                               | Wohnhaus                                                        | Neviges Weinbergstraße 24 Karte                                                                                           | |                        |                    | 218             |
| weitere Bilder                               | Villa Wewersbusch                                               | Langenberg Wewersbusch 15 Karte                                                                                           | Architekt: Hugo Groothoff | 1910–1911              |                    | 292             |
| weitere Bilder                               | Gemeindeamt, Wohnhaus                                           | Langenberg Wiemerstraße 4/6 Karte                                                                                         | |                        |                    | 302             |
| weitere Bilder                               | Wohnhaus                                                        | Langenberg Wiemerstraße 5 Karte                                                                                           | |                        |                    | 170             |
| weitere Bilder                               | Villa mit Parkanlage                                            | Langenberg Wiemerstraße 8 Karte                                                                                           | |                        |                    | 221             |
| weitere Bilder                               | Wohnhaus                                                        | Langenberg Wiemhof 3 Karte                                                                                                | |                        |                    | 10              |
| weitere Bilder                               | Wohnhaus                                                        | Langenberg Wiemhof 4 Karte                                                                                                | |                        |                    | 13a             |
| weitere Bilder                               | Wohnhaus                                                        | Langenberg Wiemhof 5 Karte                                                                                                | |                        |                    | 67              |
| weitere Bilder                               | Wohnhaus                                                        | Langenberg Wiemhof 6 Karte                                                                                                | |                        |                    | 13              |
| weitere Bilder                               | Wohnhaus                                                        | Langenberg Wiemhof 7 Karte                                                                                                | |                        |                    | 67a             |
| weitere Bilder                               | ehemalige Gasreglerstation                                      | Langenberg Wilhelmshöher Straße 2 Karte                                                                                   | Eingeschossiges Bauwerk, massives Sichtmauerwerk aus rotem Mauerziegel, Steildach schiefergedeckt, Sockel aus Naturstein-Quadermauerwerk. Hauptbaukörper straßenseitig als Rotunde ausgebildet; Öffnungen im Ziegelmauerwerk mit gemauerten Korbbögen, zweiflügelige Holzfenster mit Sprossen; Straßenfassade mit Schmuckformen gegliedert | 1912–1913              | 24. Juli 2018      | 318             |
| weitere Bilder                               | ehemaliges Rathaus Neviges                                      | Neviges Wilhelmstraße 10 Karte                                                                                            | Zweigeschossiger Backsteinbau mit Walmdach auf L-förmigem Grundriss, siebenachsiger Straßenfassade mit Sandsteinsockel und Werksteingliederungen, Mittelrisalit mit Haupteingang und Balkonvorbau, seitlichem Anbau in acht Fensterachsen mit Backsteinverzierungen des Traufgesimses, Ortgang- und Firstverschieferung. | 1886–1887              | 16. Februar 2000   | 276             |
| Wohn- und Geschäftshaus                      | Wohn- und Geschäftshaus                                         | Neviges Wilhelmstraße 11 Karte                                                                                            | Zweigeschossiges Wohn- und Geschäftshaus; Fassade verputzt, im Erdgeschoss Bänderputz; 5 Fensterachsen mit mittigem Hauseingang; im Erdgeschoss links Ladeneinbau mit gusseiserner Säule unterteilt; Fenster im Obergeschoss mit Brüstungsgesims und Konsolen; Dacheindeckung mit Hohlziegeln. | 2. Hälfte 19. Jh.      | 21. Oktober 1988   | 167             |
| weitere Bilder                               | ehemalige Stadthalle                                            | Neviges Wilhelmstraße 31 Karte                                                                                            | Freistehendes Gebäude, durch zwei vorspringende Eckkörper symmetrisch aufgebaut. Flach geneigtes Dach mit Bitumeneindeckung. Eingang mittig, darüber ein Balkon. Fenster im Saalteil schmal hochrechteckig aus Stahl mit horizontalen Sprossen. Alle sonstigen Fenster sind Holzfenster mit Teilungen und Sprossierungen im Stil der Zeit um 1930. Fassaden glatt geputzt mit leicht vortretenden Tür- und Fenstereinfassungen, am linken Gebäudeteil befindet sich ein farbiges Sgraffito aus der Wiederaufbauzeit. | 1929–1930              | 9. April 2014      | 312             |
| weitere Bilder                               | Hof „Schepershof“                                               | Neviges Windrather Straße 134 Karte                                                                                       | |                        |                    | 182             |
| Hof „Schelenhaus“                            | Hof „Schelenhaus“                                               | Neviges Windrather Straße 185 Karte                                                                                       | |                        |                    | 145             |
| weitere Bilder                               | Hof „Judt“                                                      | Neviges Windrather Straße 188 Karte                                                                                       | |                        |                    | 156             |
| weitere Bilder                               | Hof „Judt“                                                      | Neviges Windrather Straße 190 Karte                                                                                       | |                        |                    | 157             |
| weitere Bilder                               | Hof „Zur Hellen“                                                | Neviges Windrather Straße 197 Karte                                                                                       | |                        |                    | 181             |
| weitere Bilder                               | Schloss Hardenberg mit Vorburg                                  | Neviges Zum Hardenberger Schloss 4 Karte                                                                                  | |                        |                    | 20              |
| weitere Bilder                               | Wohnhaus                                                        | Velbert-Mitte Zur Röbbeck 63 Karte                                                                                        | |                        |                    | 237             |
| weitere Bilder                               | Fachwerkhaus „Wateler Mühle“                                    | Langenberg Zur Watelen 1 Karte                                                                                            | Zweigeschossiges Fachwerkhaus mit Bruchsteinsockel und Krüppelwalmdach, Giebeldreiecke mit Holzschindeln verkleidet, traufseitiger Mitteleingang mit seitlichen Fenstern, Türoberlicht und auf Holzsäulen getragenem Vordach | 17./18. Jh.            | 25. April 1984     | 105             |
| weitere Bilder                               | Jüdischer Friedhof                                              | Neviges Zwingenberger Weg Karte                                                                                           | umzäunte, von Hecken umgebene Grünfläche von 970 Quadratmeter; geschlossener jüdischer Friedhof mit 23 Grabsteinen aus der Zeit von 1791 bis 1921; Gedenkstein für 30 russische Soldaten und Zivilisten aus Beisetzungen der Jahre 1943/1944. | 1791–1928 1943/1944    | 8. August 2000     | 282             |
| weitere Bilder                               | Wohnhaus                                                        | Neviges Zwingenberger Weg 55 Karte                                                                                        | |                        |                    | 284             |
| weitere Bilder                               | Wohnhaus                                                        | Neviges Zwingenberger Weg 59 Karte                                                                                        | |                        |                    | 285             |

## Ehemalige Baudenkmäler
| Bild | Bezeichnung     | Lage                               | Beschreibung | Bauzeit | Eingetragen seit | Denkmal- nummer |
| ---- | --------------- | ---------------------------------- | ------------ | ------- | ---------------- | --------------- |
| BW   | Bruchsteinmauer | Langenberg Hauptstraße 60/62 Karte |              |         |                  | 124             |